# Orona
O atol de Orona, também conhecido como Ilha Hull, é uma das Ilhas Phoenix na República de Kiribati. Mede cerca de 8,8 km por 4 km, e tal como Kanton é uma estreita faixa de terra que rodeia uma lagoa considerável com profundidade de 15–20 m. Numerosas passagens ligam a lagoa ao oceano circundante, mas apenas umas duas delas permitem a passagem de um pequeno barco. A área total é de 3,9 km², e a altitude máxima é 9 m.
O atol de Orona já foi sucessivmente habitado e desabitado ao longo da história, mas encontra-se desabitado desde 2014.

## Galeria

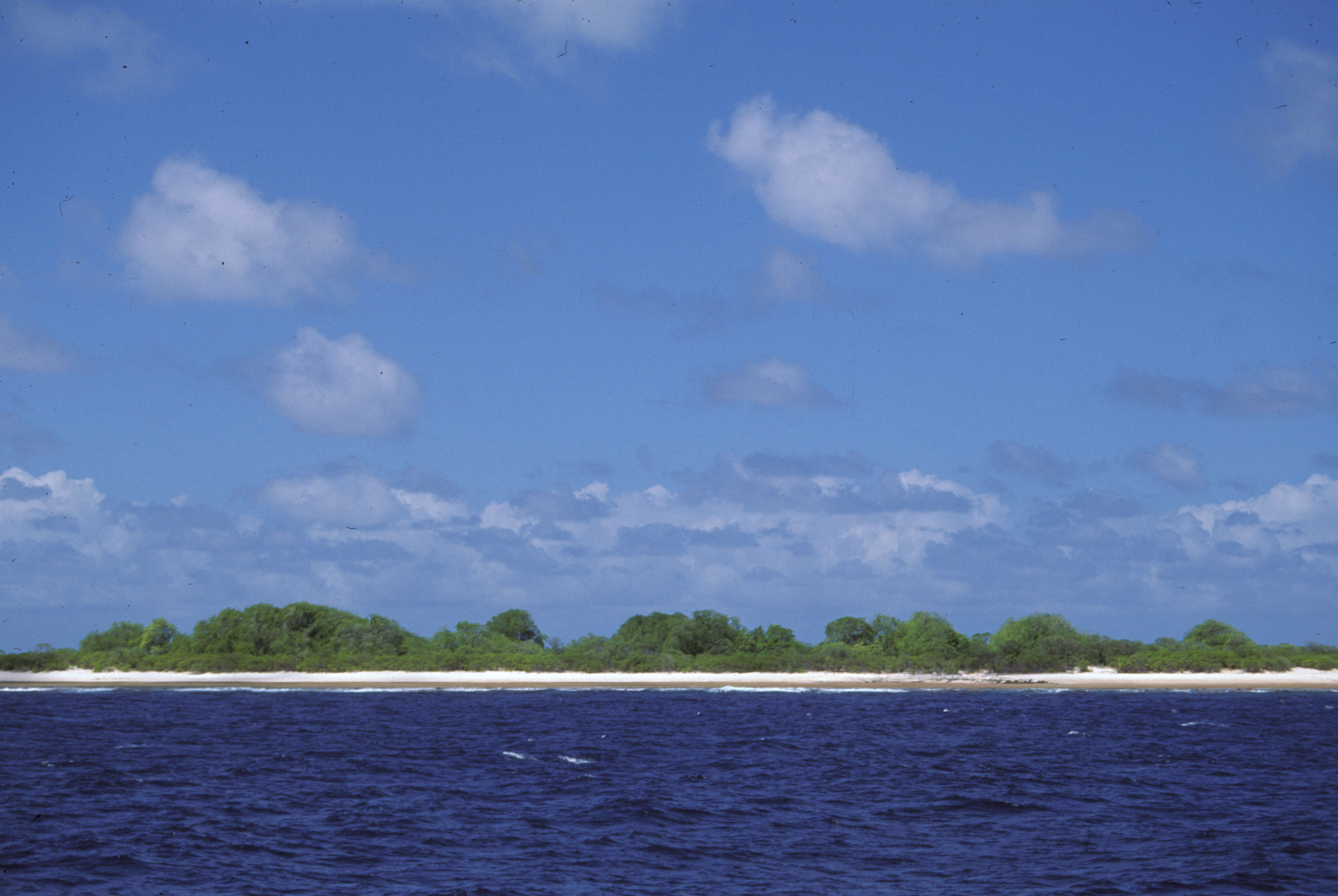
Parte oriental de Orona
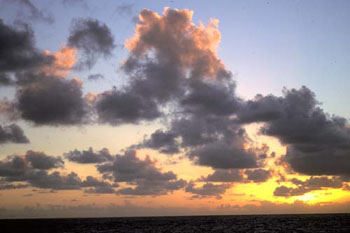
Por-do-sol em Orona
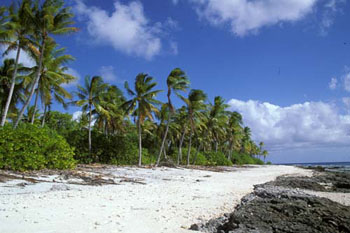
Praia em Orona
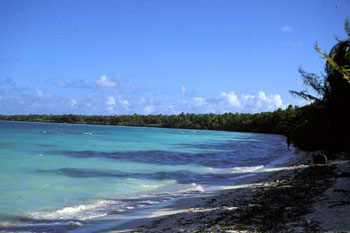
Margem de lagoa em Orona
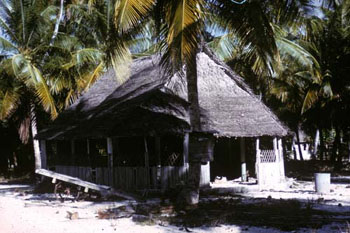
Ruína do posto de correios de Orona